# On ira (Zaz)
On ira is een nummer van de Franse zangeres Zaz uit 2013. Het is de tweede single van haar tweede studioalbum Recto verso.
"On ira" is een ode aan de schoonheid van de wereld. In de tekst droomt Zaz over reizen naar verschillende delen van de wereld. Het nummer gaat over samenkomen van mensen uit alle lagen van de bevolking, ongeacht hun verschillen. Ook is het een oproep tot eenheid, en een erkenning dat vrede en liefde kunnen worden bereikt door begrip en gedeelde verbinding. Het nummer werd een grote hit in Frankrijk, waar het de 12e positie bereikte. Ook in Wallonië en het Duitse taalgebied werd de plaat een hit. In Nederland werden de hitparades niet gehaald, terwijl het in Vlaanderen bleef steken op een 33e positie in de Tipparade.